# Music for Film and Theatre
Music for Film and Theatre – trzeci album solowy polskiej pianistki Hani Rani, który ukazał się 18 czerwca 2021 roku pod szyldem brytyjskiej wytwórni Gondwana Records.

## Lista utworów
| Nr  | Tytuł utworu                                  | Długość |
| --- | --------------------------------------------- | ------- |
| 1.  | „Prayer (z filmu xAbo: Ojciec Boniecki)”      | 3:31    |
| 2.  | „In Between (z filmu xAbo: Ojciec Boniecki)”  | 3:10    |
| 3.  | „Journey (z filmu xAbo: Ojciec Boniecki)”     | 4:26    |
| 4.  | „Trip to Ireland (z filmu Jak najdalej stąd)” | 1:51    |
| 5.  | „The Beach (z filmu Jak najdalej stąd)”       | 2:56    |
| 6.  | „The Locker Room (z filmu Jak najdalej stąd)” | 2:26    |
| 7.  | „At the Hospital (z filmu Jak najdalej stąd)” | 1:03    |
| 8.  | „Waiting (z serialu W domu)”                  | 1:40    |
| 9.  | „Wildfires (z filmu Truth in Fire)”           | 5:15    |
| 10. | „Ghosts (ze spektaklu Pradziady)”             | 3:03    |
| 11. | „Soleil Pâle”                                 | 3:53    |
| 12. | „Nora (ze spektaklu Nora)”                    | 5:15    |
|     |                                               | 38:29   |